# 石澤綾子
石澤綾子（1985年8月21日—），是一位日本女性播報員，目前於北海道電視台（HTB）服務。身高165厘米，血型B型。

## 略歷
出生於山形縣山形市。興趣有聽音樂、閱讀、茶道，擅長滑雪、劍道（二段）。
自山形縣立山形西高等學校畢業後，進入早稻田大學就讀。在此期間，由於喜愛收看北海道電視台的節目《玩轉世界瘋很大》的關係所致，2008年在大學畢業後與國井美佐一同加入北海道電視台。
2008年7月5日，於電視台的天氣預報中首次亮相。同年9月8日至9月10日，代替吉田理惠主持《早安天氣HTB》，並在不久過後的9月18日、9月19日，暫時代理森清佳於《第一推薦!》的主持工作。。
她也參與了2012年3月3日於日本上映的《大雄與奇蹟之島~動物歷險記~》的配音演出，不過過程並不輕鬆，經歷14次的錄音之後才完成，本人也在博客透露此事。此外，2011年3月28日開始播出的新聞節目《第一推薦!Morning》裡，與同電視台主播林和人擔任平日版的總主持人。
2012年10月8日於朝日電視台播放的《阿Q猜謎王 壓力STUDY秋季3小時SP 日本讀書選手權2012》中，以北海道與東北出身的知識分子隊員身分出場。同年11月23日在關西地區播出的《妹電車! 北海道特集～北方大地的最棒美食之旅!～》內，導遊札幌外景的部分。
此外，《面板猜謎25》（ABC電視台製作）的單元「女主播大會」從2011年以來已經登場兩次，分別是2011年1月9日播出的集數，與國井美佐搭檔參賽，最後跟秋田朝日放送的塩地美澄、後藤明日香主播隊聯合，榮獲冠軍，並得到「愛琴海郵輪10日遊旅遊券」的獎品；第二次則是2013年1月6日播放的集數，和前輩大野惠主播（大野曾於2008年與佐藤麻美主播登場參賽）組成「HTB隊」參加，節目內得到19個面板，再度獲得冠軍，但是最終的「攻擊機會」未能答對題目，無法取得旅遊券。

## 主持節目

### 現在主持節目
- 第一推薦!Morning（日语：イチオシ!モーニング）（平日版總主持人 2011年3月28日－）
- 綾子這個!（日语：アヤコレ!）（2011年1月－※宣傳節目  每週星期一、星期三、星期四 19:54 - 20:00 星期六16:50 - 16:55 星期日 17:25 - 17:30）
- HTB News（日语：HTBニュース）（不定期）
- 廣播HTB（日语：らぢおHTB）（※不定期演出，毎月最後一個星期日 19:00 - 20:00 、AIR-G'）※AIR-G（FM北海道）和北海道電視台的合作節目。

### 過去主持節目
- 早安天氣HTB（日语：おはよう天気HTB）（總主持人 2010年3月 - 2011年3月4日） 
  - 連線記者時期（2008年10月 - 2010年3月）
- One Soccer!（2010年4月 - 2011年3月）
- on Channel HTB

## 外部連結
- 北海道テレビ放送ホームページ HTBアナウンサーズ 石沢綾子プロフィール （日語）
- HTBホームページ内 本人ブログ「アヤコレ」 （页面存档备份，存于） （日語）